# Happiness?
Happiness? è il terzo album in studio da solista del musicista inglese Roger Taylor, noto come batterista dei Queen. Il disco è stato pubblicato nel 1994 ed è il primo lavoro da solista pubblicato dopo l'esperienza con la band The Cross. Raggiunse il 22º posto nelle classifiche inglesi.

## Descrizione
Il disco venne registrato quasi interamente nello studio casalingo di Taylor, nel Surrey, ad eccezione di "Foreign Sand", che è anche l'unico brano del disco in cui il batterista collabora nella stesura della canzone con un altro musicista, in questo caso Yoshiki. Le registrazioni vennero eseguite durante una pausa delle registrazioni di Made in Heaven dei Queen. 
"Nazis 1994", pubblicato come singolo nel maggio 1994, è un cupo brano in cui predomina l'elettronica che venne prudenzialmente bandito dalle stazioni radiofoniche britanniche in quanto è una violenta accusa in cui Taylor non risparmia tutto il suo disprezzo nei confronti dell'ondata di neonazismo in preoccupante diffusione.
"Foreign Sand" venne invece pubblicato come singolo a settembre 1994. Si tratta della miglior canzone del disco, nonché di una delle migliori in assoluto del batterista.
"Happiness?" fu pubblicata come singolo nel novembre 1994 e il suo videoclip richiama le immagini della copertina dell'album, inclusa la piccola statuetta che troneggia in mezzo e che, per effetto della fotografia, sembra avere dimensioni colossali. Nonostante il testo piuttosto semplice, in cui viene elogiata l'importanza e la preziosità della felicità, il pezzo ha un forte impatto emotivo e un'ottima resa.
"Dear Mr. Murdoch" è una violenta accusa mossa dall'autore a Rupert Murdoch, i cui giornali, come il The Sun, avevano perseguitato Freddie Mercury nei suoi ultimi giorni di vita. 
"Old Friends" è una delicata ballata dedicata proprio al frontman dei Queen, scomparso nel 1991. 

## Tracce
Testi e musiche di Roger Taylor, eccetto dove indicato.
1. Nazis 1994 – 2:35
2. Happiness – 3:17
3. Revelations – 3:44
4. Touch the Sky – 5:04
5. Foreign Sand (Roger Taylor, Yoshiki) – 6:53
6. Freedom Train – 6:12
7. ‘You Had to Be There’ – 2:55
8. The Key – 4:25
9. Everybody Hurts Sometime – 2:52
10. Loneliness... – 2:25
11. Dear Mr Murdoch – 4:19
12. Old Friends – 3:33

## Formazione
- Roger Taylor - voce, batteria, chitarre, basso
- Jason Falloon - chitarre
- Phil Spalding - basso (tracce 3, 8, 12)
- Mike Crossley - piano e tastiere (tracce 2, 4, 6, 8, 11, 12)
- Catherine Porter - voce d'accompagnamento (traccia 9)
- Joshua J. Macrae - programmazione
- Yoshiki - arrangiamenti, batteria, piano e synth (traccia 5)
- Jim Cregan - chitarre (traccia 5)
- Phil Chen - basso (traccia 5)
- Dick Marx - arrangiamento archi (traccia 5)
- Brad Buxer - programmazione (traccia 5)
- Geoff Grace - programmazione (traccia 5)